# Chennebrun
Chennebrun é uma comuna francesa na região administrativa da Normandia, no departamento de Eure. Estende-se por uma área de 2,9 km². Em 2010 a comuna tinha 110 habitantes (densidade: 37,9 hab./km²).